# Timothy Evans
Timothy Evans, född 20 november 1924 i Merthyr Tydfil, död 9 mars 1950 på Pentonvillefängelset, Barnsbury, norra London (avrättad), var en brittisk oskyldigt avrättad man.
Han bodde tillsammans med sin familj vid Rillington Place nr.10, i Londonstadsdelen Notting Hill, i samma hus som seriemördaren John Reginald Christie.
Denne mentalt aningen efterblivne man anklagades för att 1949 ha mördat sin hustru, Beryl Evans, och deras 14 månader gamla dotter, Geraldine. Liken av de båda återfanns i tvättstugan. Evans svarade först "ja" till att ha mördat sin fru och dotter, men berättade sedan att hans fru sökt upp Christie för att få utfört en illegal abort.
Vid en rättegång dömdes Evans till döden och avrättades. Det framkom senare att mordet hade begåtts av Christie. Denne hade till och med klippt ut och sparat alla tidningsartiklar i fallet Evans.
Den kände brittiske nyhetsanalytikern Ludovic Kennedy tog upp fallet i ett av sina TV-program, vilket ledde till att Evans erhöll en postum kunglig benådning den 18 oktober 1966 av drottning Elizabeth II, och begravdes på nytt utanför fängelset. Kennedys insats ledde emellertid till att dödsstraffet för mord avskaffades för en femårsperiod i Storbritannien (England, Wales och Skottland) 1965, vilket permanenterades 1969.